# Frau Potz
Frau Potz est un groupe allemand de punk rock, originaire de Husum.

## Histoire
Le groupe se crée en 2007 par Felix Schönfuss et Hauke Roh, les activités du groupe se limitent d'abord à des concerts occasionnels et à des sorties de chansons. La principale raison en est l'implication de Schönfuss en tant que chanteur dans le groupe de hardcore qui a plus de réussite Escapado à partir de 2009. Ce n'est que lorsqu'Escapado se sépare fin 2011 que Frau Potz devient le projet principal des trois musiciens Felix Schönfuss, Hauke Roh et Jens Balkowski. Le premier album lehnt dankend ab sort en février 2012. Il reçoit un bon accueil de la presse musicale.
Fin 2012, Kerli Kawumski quitte le groupe, après quoi Frau Potz annonce une pause indéfinie en juillet 2013. Dans la période qui suit, Felix Schönfuss soutient le groupe KMPFSPRT et Hauke Röh rejoint le groupe Station 17. En 2014, Felix Schönfuss fonde le groupe Adam Angst, dont il est le principal auteur-compositeur, leader et chanteur et dont le style est comparé à Frau Potz, notamment en raison de son chant et de ses paroles ;  Schönfuss s'en moque dans la chanson Punk.
Le 7 mai 2015, Frau Potz se produit pour le concert d'adieu de son label Delikatessen Tonträger à Hambourg. Lors de ce concert, ainsi qu'avant dans des interviews concernant Adam Angst, Felix Schönfuss confirme que Frau Potz n'est pas définitivement dissout.

## Discographie
Album
- 2012 : lehnt dankend ab (Delikatess Tonträger)

Singles
- 2010 : Der Ire war nicht das Problem / Bleiben wo wir sind (Delikatess Tonträger, split avec Findus)
- 2011 : Stotterrobotter / Bo Jan und die Bullen (Aurora Ghost Remix)
- 2012 : Lälü (Delikatess Tonträger / Rookie Records, split avec Love A)

### Demos
- 2009: Schlossers Law / Kapuze / Ach, Heiner

## Source de la traduction
- (de) Cet article est partiellement ou en totalité issu de l’article de Wikipédia en allemand intitulé « Frau Potz » (voir la liste des auteurs).